# J. Hengeveld Jzn.
J. Hengeveld Jzn. (Alphen aan den Rijn, 1865 – aldaar, 1939) was een Nederlandse architect, werkzaam in de regio Alphen.

## Familie
J. Hengeveld Jzn. was niet de eerste bouwkundige in zijn familie. Zijn opa, Jan Hengeveld (1808-1886) is timmerman geweest in Alphen. Zijn vader, Jan Hengeveld Jr. (1832-1913) was ook timmerman en later architect. De derde Jan Hengeveld noemde zichzelf Jan Hengeveld Jzn.

## Werkzaamheden
Hengeveld heeft bouwkunde gestudeerd aan de Polytechnische School te Delft. Een van zijn bouwwerken, de in neorenaissance-stijl gebouwde gereformeerde kerk in Koudekerk aan den Rijn uit 1912, wordt beschermd als rijksmonument. Naast zijn werk als architect is Hengeveld jaren leraar geweest aan de plaatselijke Nutsambachtteekenschool. Tevens is hij opzichter geweest der Gemeentewerken in Oudshoorn en later in Alphen aan den Rijn.

## Lijst van werken (selectie)
- 1904 - gereformeerde kerk te Oudshoorn (nu Alphen aan den Rijn)
- 1911 - gereformeerde kerk te Koudekerk aan den Rijn (rijksmonument)
- 1912 - gereformeerde kerk te Ter Aar (gemeentelijk monument)